# Ekelundsbron

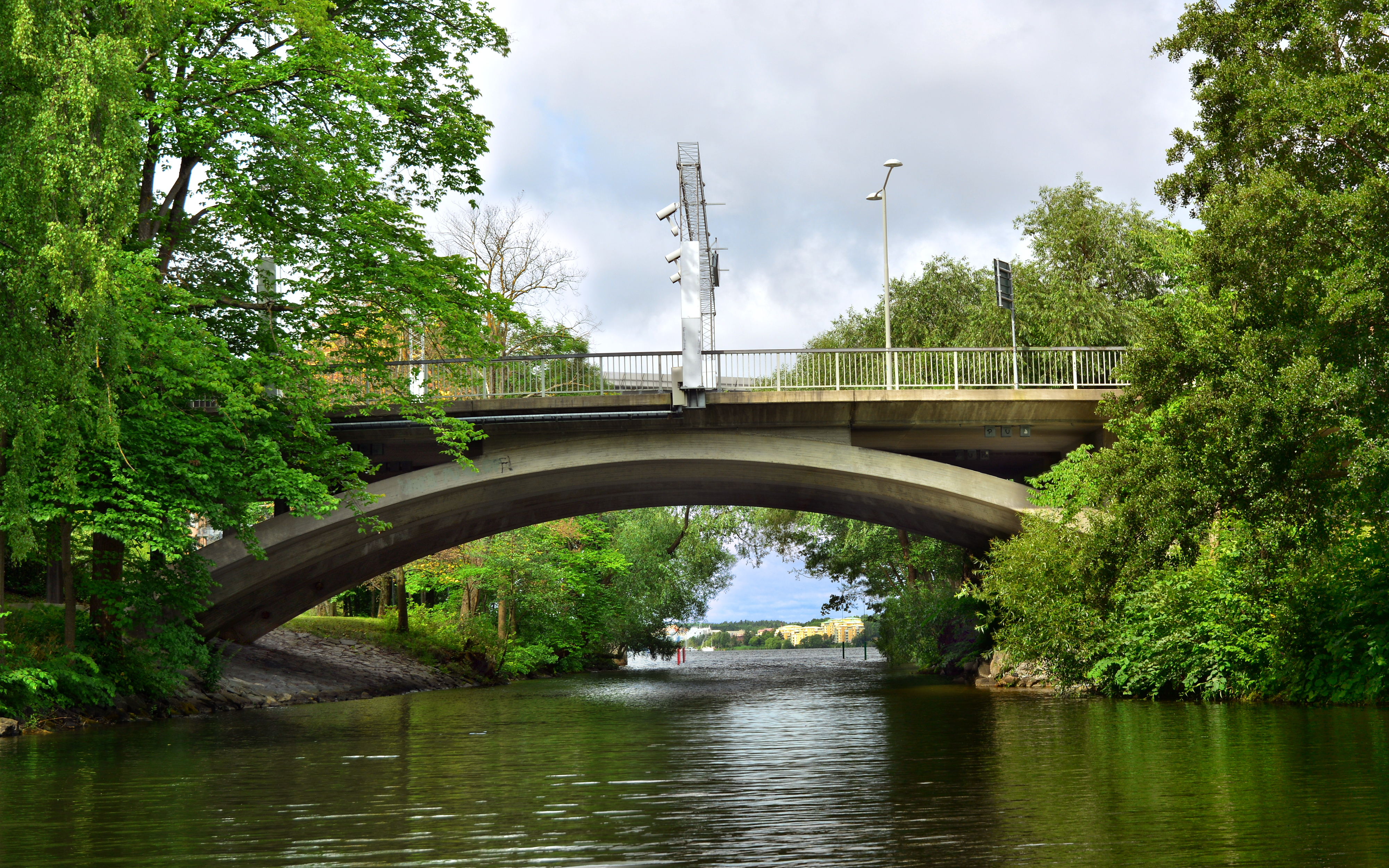
Ekelundsbron sedd från Karlbergskanalen.

Ekelundsbron är en bro mellan Kungsholmen i Stockholm och Karlberg i Solna. Den går från Stadshagen över Karlbergskanalen till Karlbergs slotts sida. Bron byggdes 1956 och fick sitt namn 1968.
Ekelundsbron hette tidigare Karlbergsbron, ej att förväxla med nuvarande motorvägsbron Karlbergsbron (invigd på 1970-talet), som är en del av Essingeleden. Namnet härrör från ett torp Ekelund som lydde under Karlberg, senare under Huvudsta. Under tidigmodern tid fanns här en träbro över ett igenväxande sund. När Karlbergskanalen ersatte sundet 1864 ersattes även träbron med en 24,5 meter lång svängbro som brukades tills nuvarande bro byggdes.
Dagens bro är en bågbro av betong, ursprungligen 12 meter bred men 1969 dubblad till 24 meter för att kunna klara mera trafik. En av den planerade Huvudstaledens påfarter var nämligen tänkt att gå via Ekelundsbron. Segelfri höjd är 5,1 meter.